# Черниговские шлемы
Шлемы черниговского типа — шлемы типа II по классификации Кирпичникова, существовали в X—XIII веках в странах Восточной Европы. Эти шлемы имели сфероконическую форму и были склёпаны из четырёх металлических сегментов.
Данные шлемы вытеснили конические шлемы норманнского типа, поскольку давали значительно более хорошую защиту от ударов сверху — удар приходится под углом к поверхности, поэтому соскальзывает. Это свойство было важным в условиях конного боя.

## Конструкция
Эти шлемы склёпывались из четырёх железных пластин толщиной 1,2—1,7 мм, снизу стягивающихся обручем. В этом обруче были вырезаны прямоугольные петли и внутри пропущен металлический пруток для крепления кольчужной бармицы. Навершием шлема была втулка, которая, возможно, иногда служила для плюмажа; она приклёпывалась сверху к тулье. Передняя и задняя пластины наклёпывались на боковые, они имели узорные, волнистые края. Каждый выступ этих краёв приклёпывался полушаровидной заклёпкой. Края соединения пластин тульи прокладывались позолоченной медной лентой. Отличительной чертой этих шлемов также является украшение. Сегменты тульи покрывались золочёной медью, а поверх — фигурными металлическими накладками. Ряд шлемов имели с боков квадратные бляшки с небольшим выступом, своего рода маленькие умбоны, защищавшие бармицу. Отличительной чертой также является украшение в виде трилистника или трезубца на челе, в которой центральная фигура была немного выше боковых. Квадратные умбоны, трилистник, обод и навершие могли серебриться. Как правило, не имели наносников, хотя известен поздний образец со стрелкой для защиты носа. Высота корпуса составляла 18—22 см, общая высота — 25—29 см.

## Происхождение
Аналоги отдельных особенностей имеются на шлемах многих народов этого и более раннего периода. К таким особенностям относятся волнистые края сегментов, покрытие шлемов золочёной медью, четырёхсегментная конструкция тульи, налобный трилистник, элементы декора. Например, шлем из древнемадьярского захоронения IX—X в. у села Манвеловка Васильковского района Днепропетровской области отличается тульёй из четырёх склёпанных пластин, в основании скреплённых обручем, а сверху к тулье на 4 заклёпках крепилась втулка. Обрез пластин волнообразный, по краю — медная прокладка. В налобной части шлем украшен фигурой в виде трезубца, к которой крепился наносник. На территории Краснодарского края было найдено 3 бронзовые умбоновидные пластины со следами золочения и лужения, а одна обнаружена при раскопках Саркела; находки датируются X—XI веками и связываются с тюрками. Аналогичный черниговским шлем нашли в Бобруйске при работах в порту на реке Березине.
Ранние археологические находки шлемов черниговского типа датируются X веком. Историки пришли к общему выводу, что они возникли на Руси под влиянием азиатских шлемов посредством тюркских народов, и во второй половине X века были переняты соседями — подобные шлемы встречаются в Польше, Самбии, Венгрии. В Польше они приобрели большую популярность, поэтому она стала вторым центром их производства. На Руси эти шлемы были принадлежностью знатных дружинников и получили распространение не только на юге, но и на севере, включая Новгородские земли. На западе шлемы черниговского типа применялись до XII века, в самой Руси — до середины XIII века.

## Галерея
- Шлем из кургана Гульбище, X в.
- Шлем из кургана Чёрная Могила, X век.
- Шлем из Ольшувки, Польша, вторая половина X — начало XII века.

## Каталог
| Место находки                                                | Регион                       | Датировка                          | Высота корпуса, см   | Диаметр основания, см | Примечания | Источник |
| ------------------------------------------------------------ | ---------------------------- | ---------------------------------- | -------------------- | --------------------- | --- | -------- |
| Гульбище, Чернигов                                           | Русь                         | Середина — вторая половина X века  | 20                   | 22×25                 | Шлем сильно повреждён. Найден Д. Я. Самоквасовым в 1872 г., хранится в ГИМ. | [ 4 ]    |
| Чёрная могила                                                | Русь                         | Вторая половина X века             | -                    | -                     | Шлем был найден Д. Я. Самоквасовым в 1872—1873 г. и отдан в музей Киевского университета, не описан. | [ 4 ]    |
| Чёрная могила                                                | Русь                         | Вторая половина X века             | 22                   | 19×22                 | Найден Д. Я. Самоквасовым в 1872—1873 г., хранится в ГИМ. | [ 4 ]    |
| д. Мокрое у г. Дубно                                         | Русь                         | X—XI                               | 25,5 (с навершием)   | 22                    | Найден в 1925 г. при случайных работах. Находился в музее г. Дубно, утрачен. | [ 4 ]    |
| Черниговщина                                                 | Русь                         | X—XI                               | -                    | -                     | Фрагмент пластины корпуса шлема. Хранится в Центральном музее вооружённых сил Украины. | [ 4 ]    |
| Новгород                                                     | Русь                         | 1050—1070                          | -                    | -                     | Фрагмент — медный налобный трилистник с частью венца. | [ 4 ]    |
| Украина                                                      | Русь                         | X—XI                               | -                    | -                     | Фрагмент — боковая умбоновидная бляха. | [ 4 ]    |
| Восточная Европа                                             | -                            | вторая половина X—XI века          | 26 (общ.)            | 20                    | Обстоятельства находки неизвестны, шлем был сильно повреждён, отреставрирован. Предположительно — Южная Русь. Хранится в Галерее «Русские палаты». Датировка предположительная.                                                              | [ 4 ]    |
| Райки                                                        | Русь                         | XII — первая половина XIII века    | 18                   | 18×22,5               | Найден при раскопках Райковецкого городища 1929—1935, разрушенного в 1240 году. Шлем отличается от ранних образцов, был снабжён наносником. Хранится в Житомирском музее.                                                                    | [ 4 ]    |
| Владимир-Волынский                                           | Русь                         | X—XI                               | -                    | -                     | Случайно найден в 1931 г., датировка и отнесение к данному типу — предположительные. | [ 4 ]    |
| д. Гожуха, Калишская земля                                   | Польша                       | -                                  | 20, с навершием — 27 | -                     | Найден в 1866, в болоте. Хранится в Народном музее в Кракове. | [ 4 ]    |
| Познанское воеводство Гич                                    | Польша                       | вторая половина X — начало XI века | 21,5                 | 19,5                  | Найден до 1858. Хранится в Археологическом музее в Познани. | [ 4 ]    |
| Гнезно                                                       | Польша                       | -                                  | -                    | -                     | Фрагменты шлема, хранятся в Археологическом музее в Познани. | [ 4 ]    |
| Ольшувка (бывш. Дмитрово), Турекского уезда, Калишской земли | Польша                       | -                                  | 25 (с навершием)     | 19                    | Найден в 1919, хранится в Государственном археологическом музее в Варшаве. Шлем выполнен без применения меди, золочение по железу. | [ 4 ]    |
| имение Фридрихсберг                                          | Восточная Пруссия            | Начало XI в.                       | 29,3 (общ.)          | 21                    | Найден в погребальном комплексе близ Кёнигсберга в 1889. | [ 4 ]    |
| Экриттен                                                     | Восточная Пруссия            | Первая половина XI в.              | около 20             | -                     | Найден К.Энгелем в 1939, в погребении. | [ 4 ]    |
| «Walric»                                                     | Восточная Пруссия или Польша | XI                                 | -                    | -                     | Хранится в музее Лидса в Англии, найден будто бы на месте Вальрицкой битвы в XIX веке. Пластины тульи с прямыми краями. | [ 4 ]    |
| Печ                                                          | Венгрия                      | -                                  | -                    | -                     | Образец отличается от шлемов черниговского типа — без медной обтяжки, трилистника, умбонов, навершие не является втулкой. Шлем имеет другую форму, с более низкой конической частью, в остальных деталях схож со шлемами черниговского типа. | [ 4 ]    |
| «Hermann-historica»                                          | Венгрия                      | -                                  | -                    | -                     | Аналогичен шлему из г. Печ, но отличается яйцевидной формой. Продавался в 2006 на аукционе в Германии. Возможно, шлем поддельный. | [ 4 ]    |
| Берег Краснодарского водохранилища                           | Кочевники                    | X—XI                               | -                    | -                     | Три части корпуса шлема, очень схожего с древнерусскими. | [ 4 ]    |
| -                                                            | -                            | -                                  | -                    | -                     | Сильно повреждённый шлем неизвестного происхождения, описан А. Н. Кирпичниковым по фотографии, предоставленной С. Ю. Каиновым. | [ 4 ]    |
| Андреевская щель                                             | Кочевники                    | -                                  | -                    | -                     | Обломки шлема, найденного при прокладке траншей в 1991 году. Известен по фотографии А. М. Новочихина. | [ 4 ]    |